# Edgar Aristide Maranta
Edgar Aristide Maranta (Poschiavo, 9 gennaio 1897 – Sursee, 29 gennaio 1975) è stato un missionario e arcivescovo cattolico svizzero.

## Biografia
Abbracciò la vita religiosa nell'Ordine dei frati minori cappuccini e fu ordinato sacerdote il 6 aprile 1924.
Nel 1930 fu eletto vescovo titolare di Vinda e nominato vicario apostolico di Dar-es-Salaam. Fondò la congregazione indigena delle Suore di carità di San Francesco d'Assisi. Con lo stabilimento della gerarchia ecclesiastica in Tanzania, nel 1953 fu trasferito alla sede metropolitana di Dar-es-Salaam; rassegnò le dimissioni nel 1968 e fu trasferito alla sede titolare di Castro.
Rientrato in patria, morì nel 1975 e fu sepolto a Lucerna.

## Genealogia episcopale e successione apostolica
La genealogia episcopale è:
- Cardinale Scipione Rebiba
- Cardinale Giulio Antonio Santori
- Cardinale Girolamo Bernerio, O.P.
- Arcivescovo Galeazzo Sanvitale
- Cardinale Ludovico Ludovisi
- Cardinale Luigi Caetani
- Cardinale Ulderico Carpegna
- Cardinale Paluzzo Paluzzi Altieri degli Albertoni
- Papa Benedetto XIII
- Papa Benedetto XIV
- Papa Clemente XIII
- Cardinale Bernardino Giraud
- Cardinale Alessandro Mattei
- Cardinale Pietro Francesco Galleffi
- Cardinale Giacomo Filippo Fransoni
- Cardinale Carlo Sacconi
- Cardinale Edward Henry Howard
- Cardinale Mariano Rampolla del Tindaro
- Cardinale Rafael Merry del Val
- Cardinale Arthur Hinsley
- Arcivescovo Edgar Aristide Maranta, O.F.M. Cap.

La successione apostolica è:
- Vescovo Victor Hälg, O.S.B. (1949)